# Moundville (Wisconsin)
Moundville es un pueblo ubicado en el condado de Marquette en el estado estadounidense de Wisconsin. En el Censo de 2010 tenía una población de 552 habitantes y una densidad poblacional de 9,21 personas por km².

## Geografía
Moundville se encuentra ubicado en las coordenadas 43°40′43″N 89°27′22″O / 43.67861, -89.45611. Según la Oficina del Censo de los Estados Unidos, Moundville tiene una superficie total de 59.93 km², de la cual 59.24 km² corresponden a tierra firme y (1.15%) 0.69 km² es agua.

## Demografía
Según el censo de 2010, había 552 personas residiendo en Moundville. La densidad de población era de 9,21 hab./km². De los 552 habitantes, Moundville estaba compuesto por el 93.12% blancos, el 0.54% eran afroamericanos, el 0.18% eran amerindios, el 0% eran asiáticos, el 0% eran isleños del Pacífico, el 4.71% eran de otras razas y el 1.45% pertenecían a dos o más razas. Del total de la población el 8.33% eran hispanos o latinos de cualquier raza.